# Ульф Екман
Ульф Е́кман (швед. Ulf Ekman; нар. 8 грудня 1950, Гетеборг, Вестра-Йоталанд, Швеція) — засновник і пастор церкви «Слово життя» міста Уппсала, Швеція, широко відомий місіонер і проповідник християнства протестантського напрямку. Прихильник екуменічного руху в християнстві.

## Загальна інформація
Нині проживає у місті Уппсала, Швеція, одружений, має трьох синів.
Народився в Ґетеборзі 8 грудня 1950 року. 28 травня 1970 року, перед тим, як він закінчив школу, став переконаним християнином-протестантом. Поступив до Уппсальського університету і кілька років вивчає етнографію, історію й теологію. Навесні 1976 року він зустрічає дівчину, що незабаром стає його дружиною — її звуть Біргітта Нільссон, вона дочка протестантського місіонера з Північної Індії.
Якийсь час він був членом Комуністичної партії Швеції.
У січні 1979 року Ульф Екман стає служителем Лютеранської церкви Швеції. Кілька років він працює капеланом в Уппсальскому університеті. Гарячі проповіді Екмана мають успіх у студентів, однак їхній характер не влаштовує церковне керівництво, внаслідок чого Екмана знімають із посту капелана. Після цього Ульф Екман їде разом зі своєю родиною в США й рік навчається в Біблійному Центрі Навчання «Рема» (Rhema Bible Training Center). Цей центр, фактично, є (невизнаним урядом США й інших країн) центром поширення класичної п'ятидесятницької теології в США, а можливо, і в усьому світі.
В 1983 році Ульф Екман офіційно залишає лоно Лютеранської церкви Швеції й засновує п'ятидесятницьку помісну церкву й «Біблійну школу» (релігійні курси, створені з метою спільного сповідання, поширення й вивчення основ християнської релігії й п'ятидесятницького тлумачення деяких з них) «Слово життя» в Упсалі.
Ульф Екман дотепер є пастором, головою «Слово життя» по усьому світі, також займаючись викладацькою діяльністю в Біблійному Центрі «Слово життя».
Ульф Екман є Президентом і засновником університету Livets Ord («Слово життя») разом з Університетом Репетувала Робертса (Oral Roberts University) у м. Талса, штат Оклахома. Пастор Екман є членом піклувальної ради університету з 1997 року.
Одночасно із сильним опором, як з боку влади, так і з боку ортодоксальної церкви Швеції, схожі на «Слово життя» церкви стали з'являтися по всій Скандинавії. Досі вони широко поширені в багатьох європейських країнах, а сам Ульф Экман є частим гостем-спікером на релігійних конференціях у Скандинавії й в усьому світі.
Із часу своєї підстави в 1983 році центр прийняв більше 7000 студентів. Були відкриті подібні Біблійні школи в Україні, Російській Федерації, Чехії, Албанії, Ізраїлі й Індії.

## Додаткова інформація
Помісна церква у Швеції, очолювана Екманом, нараховує більше 2000 членів, має широку місіонерську програму, веде безліч освітніх курсів і випускає книги на різних мовах, аудіокасети й відео з духовним навчанням. Тільки в Росії було поширено більше 5 мільйонів книг. Ульф Екман регулярно проводить семінари для протестантських пасторів і лідерів у багатьох державах. З лютого 2002 року Ульф Екман своїми зовнішніми поїздками починає міжнародне християнське служіння в «Слові життя».
Всупереч численним згадуванням, ніякого адміністративного зв'язку між «Слово життя» і однотипної їй християнською організацією, широко відомої на території України «Посольство Боже» не проглядається.
З 1989 року церква «Слово життя» і Ульф Екман активно займаються місіонерською роботою. За короткий період у кілька років місією «Слово життя» було почато більше 700 християнських помісних церков в Україні, Російській Федерації й Східній Європі, так чи інакше, будучи результатом місіонерських проектів «Слово життя». Пастор Ульф Екман вірить, що кожний християнин повинен бути активний у своїх місіонерських настроях, надихаючи менш активних членів християнської церкви. Ульф Екман — автор приблизно тридцяти книг, абсолютна більшість яких написані про християнство в житті людини й різні аспекти християнської теології.
В Україні «Слово життя» представлене Українською християнською євангельською церквою з понад 250 помісними общинами.
9 березня 2014 Ульф Екман заявив про перехід до Католицької Церкви